# Max Doreye
Maximilien Nicolas Alexandre Doreye ou  d'Oreye, né le 7 octobre 1841  et décédé le 31 octobre 1903  fut un industriel et homme politique belge wallon du parti catholique.
Doreye fut docteur en droit (ULg,1862) et en sciences politiques et administratives (1863). Il fut membre de la direction de l' Union Nationale pour le Redressement des Griefs. Il fut élu membre du conseil provincial de la province de Liège (1870-74) et du sénat (1900-1903).

## Généalogie
- Il est fils de Alexandre d'Oreye, premier président de la Cour d'Appel de Liège, membre du Congrès national de Belgique (1798-1886) et de Barbe Lemarchand (1803-1881) ;
- Il épousa Valérie Bégasse (1847-1932), avec laquelle il eut trois enfants: Alexandre (1871-1943), Ludovic d'Oreye de Lantremange (1878-1960) et Thérèse (1881-1947).

## Sources
- Bio sur ODIS